# Sebastián Fernández (Fußballspieler, 1989)
Sebastián Fernández, vollständiger Name Sebastián Mauricio Fernández Presa, (* 15. November 1989 in Montevideo) ist ein uruguayischer Fußballspieler.

## Karriere
Der 1,74 Meter große Offensivakteur Fernández spielte seit 2008 für Miramar Misiones. In der Saison 2010/11 absolvierte er bei den Montevideanern 28 Erstligaspiele und erzielte dabei drei Treffer. Für die Apertura 2011 liegen keine Einsatzstatistiken vor. Im Februar 2012 wechselte er zum Danubio FC, bei dem er einen Vertrag über anderthalb Jahre unterschrieb und für den er in der Clausura 2012 vier Tore bei 14 Einsätzen in der Primera División schoss. Im Juni 2012 schloss er sich dem mexikanischen Verein Club San Luis an. Zwei Tore bei 13 Ligaeinsätzen und ein Treffer bei drei Spielen der Copa México stehen dort für ihn zu Buche. In den letzten Dezembertagen 2012 folgte sein Wechsel nach Peru zu Universitario de Deportes. Bei den Peruanern lief er in 26 Begegnungen der Primera División auf und traf fünfmal ins gegnerische Tor. Ab Februar 2014 setzte er im Rahmen eines Ausleihgeschäfts seine Karriere in Kanada bei den Vancouver Whitecaps fort. Für die Kanadier bestritt er 33 Partien (5 Tore) in der MLS und zwei Spiele in der Canadian Championship. Im Januar 2015 kehrte er nach Mexiko zurück und spielte fortan bis Mitte Juli 2015 bei Necaxa. Bei dieser Karrierestation wurde er je dreimal in der Liga und im mexikanischen Pokal eingesetzt. Ein persönlicher Torerfolg blieb ihm verwehrt. Anschließend folgte ein erneutes Engagement beim Danubio FC. Sechs Erstligaeinsätze und zwei in der Copa Sudamericana 2015 weist die Statistik dabei für ihn aus. Ein Tor schoss er nicht. Im Januar 2016 wechselte er innerhalb der Stadt und der Liga zu Liverpool Montevideo. In der Clausura 2016 wurde er viermal (ein Tor) in der Primera División eingesetzt. Mitte August 2016 schloss er sich Deportivo Pasto an. Bei den Kolumbianern lief er bislang (Stand: 25. Juli 2017) in acht Spielen (kein Tor) der Primera A und dreimal (ein Tor) in der Copa Colombia auf.